# 國際可再生能源機構
國際再生能源總署（縮寫：IRENA）是一個專注於推動全球可再生能源發展的政府間國際組織，於2009年1月26日在德國波恩成立，由75個創始成員國簽署條約。截至2022年，該組織擁有168個成員國及歐洲聯盟，另有17個國家正在申請加入。其核心宗旨是促進太陽能、風能、水能、地熱能等可再生能源的廣泛應用與可持續發展，並協助成員國制定政策、技術轉讓及能力建設。
組織總部位於阿拉伯聯合大公國阿布扎比的馬斯達爾城，該城市以「零碳排」為規劃目標。此外，在德國波恩設有創新與技術中心，並於奧地利維也納設立聯絡處，以強化全球合作網絡。現任總幹事為義大利籍的弗朗西斯科·拉卡梅拉，他自2019年1月起擔任此職務，負責領導能源總署的全球能源轉型戰略。能源總署自2011年起成為聯合國正式觀察員，參與包括聯合國氣候變化綱要公約在內的國際議程，協調全球可再生能源政策與行動。
2023年，聯合國大會通過決議，將國際再生能源總署成立日（1月26日）定為「國際清潔能源日」，以彰顯該組織在推動全球能源轉型中的關鍵角色。國際再生能源總署定期舉辦國際會議，如年度全體會議及創新周活動，促進各國政策對話與技術交流。

## 歷史
國際可再生能源總署的籌備大會於2008年年4月首次召開，其後還分別於6月30日和7月1日在柏林召開有兩次研討會，來自51個國家的約150名與會代表於10月23日和24日在馬德里召開籌備大會並同意成立一個籌備委員會，最終，國際可再生能源總署於2009年1月26日在德國波恩成立，當時有大約80個組織承諾參與，創辦會員包括土耳其、埃及、印度、智利、哥倫比亞等。在6月29日，籌委會在沙姆沙伊赫召開會議，決議將總部設在德國的波恩、奧地利的維也納或阿聯酋首都阿布扎比，最後決定設在阿聯酋首都阿布扎比，於2011年投入使用。

### 國際清潔能源日
2023年8月25日，聯合國大會通過 A/77/327 號決議，宣布1月26日為國際清潔能源日。之所以選擇這一天，是為了與2009年國際可再生能源機構（IRENA）的成立紀念日相吻合。

## 目標
IRENA的目標是成為在推動過渡到使用可再生能源在全球範圍內的主要驅動力：

作為可再生能源在全球的聲音，IRENA將工業化國家和發展中國家提供切實可行的建議和支持，幫助他們改善他們的監管框架和建設能力。該機構將有利於獲得所有相關信息，包括潛在的可再生能源可靠的數據，最優方法，有效的金融機制和最先進的技術專長。

IRENA提供諮詢和支持，各國政府關於可再生能源的政策，建設能力和技術轉讓。 IRENA將與現有的可再生能源機構共同協調，例如21世纪可再生能源政策网（REN21）。

## 重要會議

### 第二次全體會議2012年1月14日
在阿聯酋首都阿布扎比舉行，第二屆全體會議包括兩個部長級會議，分別討論私營合作和該機構中期發展戰略問題。

### 第三次全體會議2013年1月13日
全球超過80個國家和地區的部長或部長級官員出席了這次會議。本屆會議主要關注的問題包括非洲大陸可再生能源的未來、島嶼國家如何利用可再生能源、降低可再生能源技術費用等。本次會議還出台了全球首部開放式的在線可再生能源分佈圖，設立這部全球可再生能源的資源分佈圖主要是為了評估和分類全球可使用的可再生能源，如太陽能、風能等，從而為各大企業和研究機構提供數據，並可以幫助其尋找新的投資市場。

## 成員國
獲得國際可再生能源機構成員資格的章程規定，一個國家必須是聯合國和區域政府間經濟整合組織的成員。獲得國際可再生能源機構成員資格的國家必須盡其所能維護該組織的章程。
在本网页右上侧的世界地图简略图片中，绿色区：已批准了国际可再生能源机构条约的国家，截至2012年6月18日。蓝色区：国家已经签署，但尚未批准该条约。
2013年1月15日，中國已經宣布將加入國際可再生能源機構（IRENA），成爲在2030年共同推動把全球可再生能源的份額增加一倍的國際努力中一個里程碑。
中華民國也以「中華台北工業技術研究院」（ITRI, Chinese Taipei）之NGO觀察員身分組團專業實質參與會員大會。
截至2022年7月，168個國家和歐洲聯盟是國際可再生能源機構的成員，另有17個國家正在加入該機構。

## 关于总部
2009年7月16日，在埃及的沙姆沙伊赫市举行的第15次不结盟运动峰会发布的最后文件显示，不结盟运动（Non-Aligned Movement）国家欢迎将国际可再生能源机构总部设在阿联酋的首都阿布扎比市。
目前，该机构总部将具体设在阿布扎比郊区的马斯达尔城(Masdar)卫星城，该城预计将是全球首个完全由可再生能源提供动力的“零废弃物”城市，阿联酋政府承诺将对设立国际可再生能源机构总部提供资金和政策支持。

## 參看
- 美國可再生能源理事會(ACORE)（英语：American Council on Renewable Energy）
- 能源开发
- 欧洲未来能源论坛（英语：European Future Energy Forum）
- 國際能源效率合作夥伴關係（英语：International Partnership for Energy Efficiency Cooperation）
- 國際可再生能源大會（英语：International Renewable Energy Conference）
- 國際能源署(IEA)
- 可再生能源的列表（英语：Lists about renewable energy）
- REEEP（英语：REEEP）
- 21世纪可再生能源政策网(REN21)
- 可再生能源商业化
- 歐盟的再生能源
- 太陽能產業協會(SEIA)（英语：Solar Energy Industries Association）
- 聯合國環境組織（英语：United Nations Environment Organization）

## 外部連結
- 官方网站 國際可再生能源機構(IRENA)官方网站 （英文）
- Interview: Hans Jørgen Koch Explains Why IRENA Is "50 times More than the IEA" （页面存档备份，存于） （英文）
- IRENA “Solar for all” Design Contest （页面存档备份，存于） （英文）
- Sustainable Energy for All （页面存档备份，存于） （英文）
- 新能源和可再生能源司 - 中国国家能源局 （页面存档备份，存于）
- 玛斯达尔市官方网站 （页面存档备份，存于） （英文）
- 马斯达尔科学技术研究所 （英文）